# Cybocephalus reitteri
Cybocephalus reitteri is een keversoort uit de familie Cybocephalidae. De wetenschappelijke naam van de soort is voor het eerst geldig gepubliceerd in 1876 door Uhagon.